# Dalechampia galpinii
Dalechampia galpinii är en törelväxtart som beskrevs av Ferdinand Albin Pax. Dalechampia galpinii ingår i släktet Dalechampia och familjen törelväxter. Inga underarter finns listade i Catalogue of Life.